# 延美珠
延美珠（韓語：연미주，1982年5月14日—），韓國女演員。2025年使用藝名延知承（연지승）進行演藝活動。

## 演出作品

### 電視劇
- 2006年：SBS《戀人》飾演 崔允
- 2007年：KBS《你好！小姐》飾演 徐華蘭
- 2009年：KBS《傻瓜》飾演 朴慶愛
- 2009年：SBS《妻子回來了》飾演 李智恩
- 2009年：KBS《天下無敵李平岡》飾演 菲妍
- 2011年：SBS《太陽的新娘》飾演 李藝蓮
- 2013年：JTBC《宮中殘酷史－花的戰爭》飾演 承恩尚宮李氏
- 2014年：MBC《命中注定我愛你》飾演 Miss金
- 2017年：KBS《我男人的秘密》飾演 奇黛拉
- 2018年：SBS《我也是媽媽啊》飾演 張宥珍
- 2019年：KBS《左撇子妻子》飾演 吳夏英
- 2025年：ENA《騎行人生》飾演 河莎娜

### MV
- 2007年：Black Pearl《喜歡怎麼辦》
- 2007年：Black Pearl《結果…還是你》
- 2009年：慧玲《為什麼和我分手》

## 外部鏈接
- 延美珠的Instagram帳戶
- 延美珠的Facebook專頁